# Ахматово (Алатирський район)
Ахма́тово (рос. Ахматово, чув. Ахматово) — село у складі Алатирського району Чувашії, Росія. Адміністративний центр та єдиний населений пункт Ахматовського сільського поселення.
Населення — 772 особи (2010; 880 у 2002).
Національний склад:
- росіяни — 95 %